# سكوت أوديل
سكوت أوديل (بالإنجليزية: Scott O'Dell)‏ (و. 1898 – 1989 م) هو كاتب، وروائي، وكاتب للأطفال من الولايات المتحدة الأمريكية . ولد في لوس أنجلوس.
توفي في ماونت كيسكو. بسبب سرطان البروستاتا .

## التعليم
تعلم في كلية اوكسيدنتال، وجامعة روما سابينزا، وجامعة ستانفورد، وجامعة ويسكونسن-ماديسون

## أعمال بارزة
من أهم أعماله:
- جزيرة الدولفين الأزرق.

## جوائز وترشيحات
حصل على جوائز منها:
- Regina Medal (1978)
- Hans Christian Andersen Award (1972)
- جائزة نيوبري، عن عمل:Sing Down the Moon (1971)
- جائزة نيوبري، عن عمل:The Black Pearl (1968)
- جائزة نيوبري، عن عمل:The King's Fifth (1967)
- جائزة نيوبري، عن عمل:جزيرة الدولفين الأزرق (1961)
- Gyldendal's Endowment (1936).

ترشح لـ:
- جائزة نيوبري، عن عمل:Sing Down the Moon (1971)
- جائزة نيوبري، عن عمل:The Black Pearl (1968)
- جائزة نيوبري، عن عمل:The King's Fifth (1967)
- جائزة نيوبري، عن عمل:جزيرة الدولفين الأزرق (1961).

## روابط خارجية
- سكوت أوديل على موقع IMDb (الإنجليزية)
- سكوت أوديل على موقع قاعدة بيانات الفيلم (الإنجليزية)